# 朱国宏
朱國宏（8月8日—），本名朱原宏，台灣客家人男演員，出生於台灣屏東縣，參與過多部類戲劇演出，代表作為《玫瑰瞳鈴眼》、《藍色蜘蛛網》、《藍色水玲瓏》、《戲說台灣》等。

## 電視劇
| 年份 | 播出頻道   | 劇名                                        | 角色          |
| ---- | ---------- | ------------------------------------------- | ------------- |
|      | 台視       | 中國民間故事《告陰狀》                      | 馬漢          |
|      | 台視       | 中國民間故事《父子雙青天》                  | 蘆花王子      |
|      | 台視       | 中國民間故事《印光大師》                    | 周成          |
|      | 公視       | 春花望露                                    | 李明祥        |
|      | 台視       | 藍色蜘蛛網                                  |               |
|      | 台視       | 玫瑰瞳鈴眼                                  |               |
| 1999 | 台視       | 台灣廖添丁                                  | 木村          |
|      | 台視       | 台灣風雲                                    |               |
|      | 台視       | 台灣真女人                                  |               |
| 2000 | 台視       | 齊天大聖孫悟空                              | 唐僧          |
| 2002 | 三立台灣台 | 台灣霹靂火                                  | 江律師        |
| 2002 | 民視       | 不了情                                      |               |
| 2003 | 八大戲劇台 | 第一劇場                                    |               |
| 2003 | 八大戲劇台 | 第一劇場《秋風夜雨情》                      | 正輝          |
| 2003 | 八大戲劇台 | 第一劇場《真情勝天》                        | 王家興        |
| 2003 | 民視       | 藍色水玲瓏                                  |               |
| 2003 | 民視       | 新玫瑰瞳鈴眼                                |               |
| 2003 | 客家電視台 | 客家心舅                                    |               |
| 2003 | 客家電視台 | 老嫩大細                                    | 長臉          |
| 2004 | 民視       | 親戚不計較(EP1543登場)                      | 林嘉宏        |
| 2005 | 民視       | 紅色女人花《帶血的心跡》                    | 張文興        |
| 2005 | 民視       | 紅色女人花《落跑新娘》                      | 趙家明        |
| 2005 | 民視       | 紅色女人花《心魔》                          | 正杰          |
| 2005 | 民視       | 紅色女人花《糖果阿姨》                      | 黃茂雄        |
| 2005 | 民視       | 紅色女人花《誘惑枕邊人》                    | 鄭輔成/胡盛輝 |
| 2005 | 客家電視台 | 瀰濃戀情                                    | 郭德平        |
| 2005 | 台視       | 蝴蝶密碼《鬼戀》                            | 李哲元        |
| 2006 | 台視       | 蝴蝶密碼《桃花祭》                          | 林昌平        |
| 2006 | 台視       | 蝴蝶密碼《紅塵傳奇系列~鬼手印》             | 林正昌        |
| 2006 | 台視       | 蝴蝶密碼《紅塵傳奇系列~魔戒》               | 宏興          |
| 2006 | 台視       | 蝴蝶密碼《紅塵傳奇系列~遺忘的記憶》         | 蔡嘉裕        |
| 2006 | 民視       | 黑貓大旅社                                  | 謝火          |
| 2007 | 民視       | 濟公 《第五單元：濟公笑紅塵》               | 周喜          |
| 2007 | 客家電視台 | 美味滿樓                                    | 李國俊        |
| 2008 | 客家電視台 | 菸田少年                                    | 三郎          |
| 2008 | 大愛       | 走過好味道                                  | 蔡明倫        |
| 2009 | 三立台灣台 | 戲說台灣《油炸活包公》                      | 劉昆旺        |
| 2009 | 三立台灣台 | 戲說台灣《神醫大道公》                      | 大道公        |
| 2010 | 三立台灣台 | 戲說台灣《孝子城隍爺》                      | 閻羅王        |
| 2010 | 三立台灣台 | 戲說台灣《轉運蜘蛛穴》                      | 林家和        |
| 2010 | 三立台灣台 | 戲說台灣《魏姑娘討翁》                      |               |
| 2010 | 三立台灣台 | 戲說台灣《衰尾仔扮觀音》                    | 李建德        |
| 2010 | 三立台灣台 | 戲說台灣《割舌地獄》                        | 城隍爺        |
| 2010 | 三立台灣台 | 戲說台灣《買臉的妖精》                      | 黃老爺        |
| 2010 | 三立台灣台 | 戲說台灣《五庄王渡殺人魔》                  | 許水發        |
| 2011 | 三立台灣台 | 戲說台灣《阿鼻地獄》                        | 地藏王        |
| 2011 | 三立台灣台 | 戲說台灣《烈女還命奇譚》                    | 遠藤正夫      |
| 2011 | 三立台灣台 | 戲說台灣《冥府銀行》                        | 錢滿貴        |
| 2012 | 三立台灣台 | 戲說台灣《活埋》                            |               |
| 2012 | 三立台灣台 | 戲說台灣《拿槍的神明》                      | 阿福          |
| 2012 | 三立台灣台 | 戲說台灣《張爺公出巡》                      | 張王爺        |
| 2012 | 三立台灣台 | 戲說台灣《老二媽報恩》                      | 周傳孝        |
| 2012 | 三立台灣台 | 戲說台灣《諸羅文財神－第3單元：天雷打金環》 | 劉建良        |
| 2014 | 大愛       | 幸福魔法師                                  | 阿宏          |
| 2014 | 八大       | 民間劇場《千里紅線姻緣路》                  | 李阿坤        |
| 2014 | 八大       | 民間劇場《線仙牽紅線》                      | 曾勇          |
| 2014 | 八大       | 民間劇場《狐仙救醜男》                      | 陳文祥        |
| 2014 | 八大       | 民間劇場《愛神玫瑰花》                      | 林建國        |
| 2015 | 大愛       | 三寶要回家                                  | Peter         |
| 2015 | 台視       | 春梅                                        | 主管          |
| 2015 | 大愛       | 月娘                                        | 薛仲賢        |
| 2016 | 八大綜合台 | 命運交叉路 《第八單元：出賣靈魂的女人》     | 趙家典        |
| 2016 | 三立台灣台 | 戲說台灣《尊王公鎮茶山》                    | 王管家        |
| 2016 | 三立台灣台 | 戲說台灣《小琉球攔轎申冤》                  | 李明遠        |
| 2016 | 三立台灣台 | 戲說台灣《無面媽》                          | 地藏王        |
| 2016 | 三立台灣台 | 戲說台灣《糊塗陰差點鴛鴦》                  | 邱耀輝        |
| 2017 | 三立台灣台 | 戲說台灣《尊王公借壽》                      | 陳霸天        |
| 2017 | 三立台灣台 | 戲說台灣《水仙尊王渡鬼婆》                  | 阿國          |
| 2017 | 三立台灣台 | 戲說台灣《金仔銀仔來報喜》                  | 曾貴財        |
| 2017 | 三立台灣台 | 戲說台灣《反白仁翹腳仔神》                  | 張志遠        |
| 2017 | 三立台灣台 | 戲說台灣《三夢救夫》                        | 王文宏        |
| 2017 | 三立台灣台 | 戲說台灣《十三門墓奇譚》                    | 客串          |
| 2018 | 三立台灣台 | 戲說台灣《葬生基》                          | 林清泉        |
| 2018 | 三立台灣台 | 戲說台灣《張仙送子》                        | 黃俊男        |
| 2018 | 三立台灣台 | 戲說台灣《福德老爺迎燈排》                  | 客串          |
| 2021 | 三立台灣台 | 戲說台灣《白目眉度鷹雄》                    | 林福謙        |
| 2022 | 三立台灣台 | 戲說台灣《甘蔗崙三界公》                    | 山田太郎      |
| 2022 | 三立台灣台 | 戲說台灣《扁擔觕剪刀》                      | 林半仙        |
| 2022 | 三立台灣台 | 戲說台灣《金鰍拚烏鱔》                      | 朱土養        |
| 2022 | 三立台灣台 | 戲說台灣《寶山庄血咒》                      | 林光輝        |
| 2022 | 三立台灣台 | 戲說台灣《代班土地公》                      | 張老爺        |
| 2022 | 三立台灣台 | 戲說台灣《醫神化鬼母冤》                    | 許韋忠        |
| 2023 | 三立台灣台 | 戲說台灣《雙生鯉魚王》                      | 李再春        |
| 2023 | 三立台灣台 | 戲說台灣《慈母雷公咒》                      | 辛振德        |

## 電影
| 年份   | 片名       | 飾演   |
| ------ | ---------- | ------ |
| 1998年 | 有色的女人 |        |
|        | 新紅樓夢   | 西門俊 |

## 政治參與
於2018年台灣9合1選舉中，朱國宏曾經為候選人林耀聖助選。